# 克爾科區
克爾科區（西班牙語：Distrito de Querco），是秘魯的一個區，位於該國中南部萬卡韋利卡大區的瓦伊塔拉省，始建於1945年1月5日，面積697.31平方公里，海拔高度2,858米，2005年人口1,081，人口密度每平方公里1.6人。